# Jan Tonnemacher
Jan Tonnemacher (* 27. April 1940 in Berlin) ist ein deutscher Medienwissenschaftler und Hochschullehrer. Von 1991 bis 2005 war er ordentlicher Professor für Journalistik an der Katholischen Universität Eichstätt-Ingolstadt.

## Leben
Tonnemacher studierte an der Freien Universität Berlin Volkswirtschaftslehre und Publizistik. Nach dem Studienabschluss im Jahr 1967 war er in der Medienberatung, Öffentlichkeitsarbeit und im Rundfunkmanagement tätig. Neben der angewandten Medienarbeit setzte Tonnemacher seine akademische Laufbahn 1975 mit einer Promotion fort, der zwei Jahre später die Habilitation folgte. 1982 kehrte er als außerplanmäßiger Professor für Publizistik an die Freie Universität zurück.
Als Pionier der Medienprognostik warf er in seiner Dissertation Prognosen für Massenmedien als Grundlage der Kommunikationspolitik in der BRD einen Blick in die mediale Zukunft und forderte, dass Medienprognostik nicht allein ökonomischen Verwertungsinteressen dienen dürfe, sondern dazu beizutragen habe, dass die Massenmedien den gesellschaftlichen Erwartungen gerecht würden.
Die damaligen Pilotprojekte zu Kabelfernsehen sowie Kabel-, Video- und Bildschirmtext waren gerade der Versuch der politisch gesteuerten Einführung neuer Medien. Tonnemacher betrieb Begleitforschung zu solchen Projekten in Berlin und Dortmund und profilierte sich dadurch im deutschsprachigen Raum als einer der führenden Experten für neue Medien mit umfassender Publikations-, Vortrags- und Beratertätigkeit.
Nach einer Gastprofessur an der Annenberg School for Communication der University of Southern California wurde er 1991 an die Katholische Universität Eichstätt-Ingolstadt als Lehrstuhlinhaber für Journalistik berufen. Neben dem vorhandenen Diplom-Studiengang Journalistik etablierte er dort Öffentlichkeitsarbeit als selbständigen Studiengang. Im Zusammenwirken mit dem Ingolstädter Autohersteller Audi entstanden mehrere Lehr- und Forschungsprojekte. Trotz solch guter Kontakte zur regionalen Wirtschaft blieb er unabhängiger und kritischer Wissenschaftler, so warf er 1995 im Rahmen einer Arbeit zur Ingolstädter Presse im Nationalsozialismus die Frage nach der verlegerischen Kontinuität nach 1945 auf – ein Tabuthema in der seit Jahrzehnten von der Familie Liebl-Reissmüller dominierten Ingolstädter Medienlandschaft.
Mitte der 1990er Jahre erkannte Tonnemacher bereits, dass Kabel-, Video- und Bildschirmtext nicht das letzte Wort im medialen Wandel sein würden. Nachdem er sich 1996 in den USA unmittelbar selbst über die Chancen des World Wide Web informiert hatte, startete er ein Projekt zum Internetengagement von Tageszeitungen und veröffentlichte 1999 seine Ergebnisse unter dem Titel Online – Die Zukunft der Zeitung?.
Zum Ende des Sommersemesters 2005 wurde Tonnemacher als Hochschullehrer emeritiert. Zusammen mit Hermann Meyn ist Tonnemacher Autor des Standardwerks Massenmedien in Deutschland.
Tonnemacher lebt mit seiner Familie am Starnberger See.

## Schriften
- (mit Hermann Meyn): Massenmedien in Deutschland. 4., völlig überarbeitete Neuauflage. UVK, Konstanz 2012, ISBN 978-3-86764-213-2. (mit Zeittafel, Einführungsliteratur und Index)